# Dy (osad)
Dy – jeziorny osad organiczny barwy brunatnej, zbliżony do torfu, posiada silnie kwaśny odczyn. Jest to rodzaj mułu, zawierający koloidalne produkty rozkładu materii organicznej.